# Eldon Range

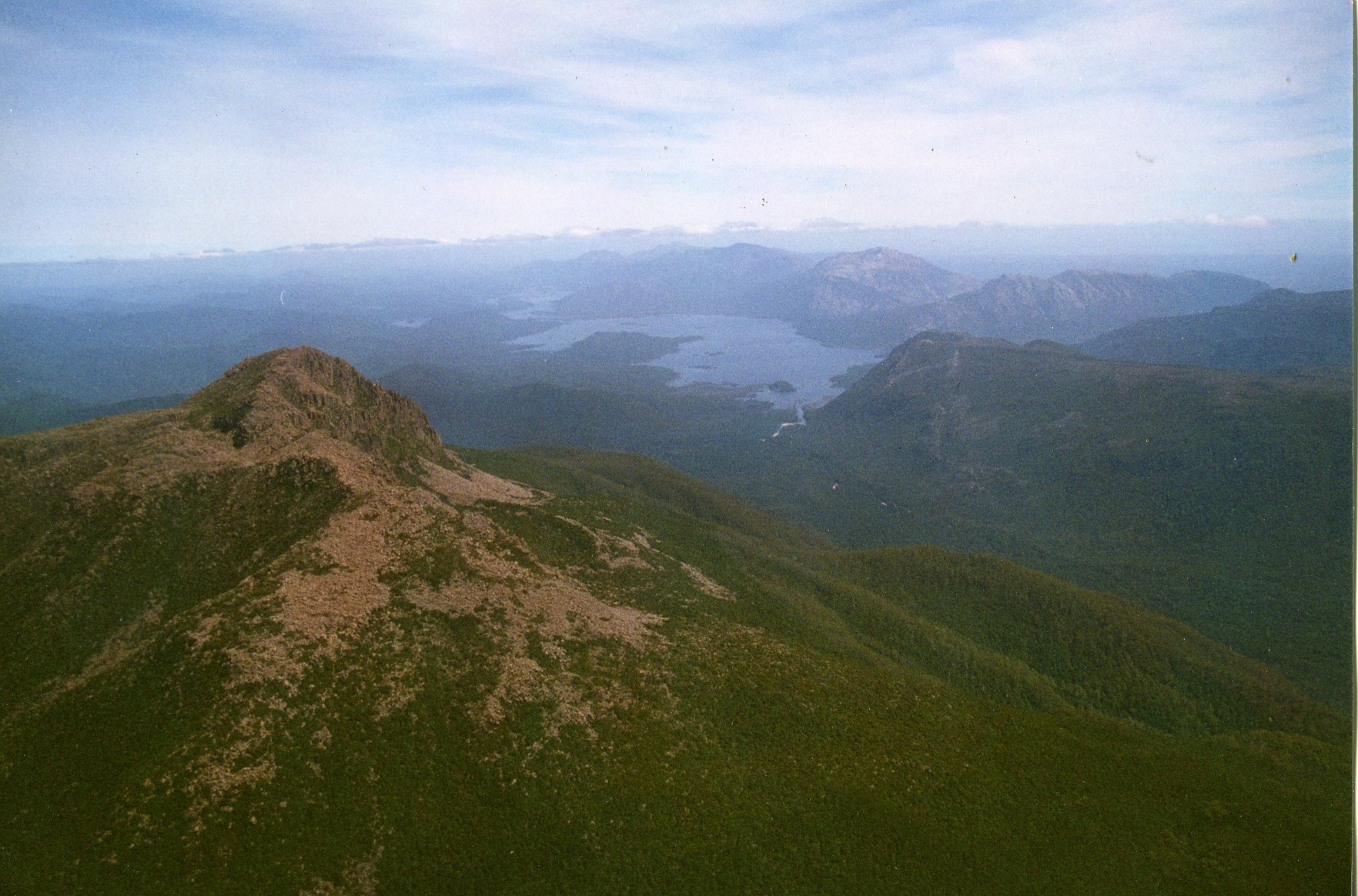
Eldon Range

Die Eldon Range ist eine Gebirgskette im Westen des australischen Bundesstaates Tasmanien und Teil der Great Dividing Range. Sie liegt nördlich des Lake Burbury in der Südwestecke des Cradle-Mountain-Lake-St.-Clair-Nationalparks. Anders als die südlich anschließende West Coast Range verläuft die Eldon Range in Ost-West-Richtung. Der Eldon River verläuft an ihrer Nord- und Westseite, während der South Eldon River an ihrem südlichen Fuß verläuft.

## Namensgebung
Man sagt, dass Henry Hellyer 1828 den heutigen Mount Farrell bei Tullah als Mount Eldon nach John Scott, 1. Earl of Eldon (1751–1838), damals Lordkanzler von England, benannte. Aber 1869 vergab Charles Gould diesen Namen an das Gebirge.

## Berge
Der Eldon Peak  ist mit 1.439 m die höchste Erhebung und zugleich der westlichste Gipfel. Der Eldon Bluff  ist der östlichste Gipfel. Ein kleinerer Berg im Süden heißt Little Eldons, ist 640 m hoch und von der eigentlichen Eldon Range durch den South Eldon River getrennt.
Der Eldon Peak ist einer der am wenigsten bestiegenen Berge in Tasmanien, weil er sehr entlegen ist. Er wurde 1947 vom legendären tasmanischen Bergsteiger Keith Lancaster erstiegen. Er fand dort einen Steinmann und schloss daraus, dass er nicht der erste Europäer auf diesem Gipfel war. Lancaster stieg vom Tal des King River auf, eine Route die heute wegen der Anstauung des Flusses nicht mehr möglich ist. Heute steigt man von Südosten oder Süden über den Lake Ewart am Fuße des Eldon Bluff auf. Alle Aufstiege führen durch wegloses Gelände, das teilweise mit undurchdringlichen Buschwerk bewachsen ist.
Ein Teil der Route von Süden folgt der Westgrenze des Cradle-Mountain-St.-Clair-Nationalparks, die vom Ranger Charlie Spencer mit Pflöcken markiert wurde. Einige der Pflöcke gibt es noch heute und man kann sich nach ihnen richten. Bei schlechtem Wetter ist die Orientierung sehr schwierig.